# Nisís Petássi
Nisís Petássi är en ö i Grekland.   Den ligger i prefekturen Nomós Attikís och regionen Attika, i den sydöstra delen av landet, 80 km söder om huvudstaden Aten. Arean är 0,32 kvadratkilometer.
Terrängen på Nisís Petássi är lite kuperad. Öns högsta punkt är 113 meter över havet. Den sträcker sig 0,7 kilometer i nord-sydlig riktning, och 1,0 kilometer i öst-västlig riktning.